# Выцпалек, Честмир
Честмир Выцпалек (чеш. Čestmír Vycpálek; 15 мая 1921, Прага — 5 мая 2002, Палермо) — чехословацкий футболист и тренер, большую часть жизни жил и работал в Италии. Дядя другого известного тренера — Зденека Замана.

## Биография
Честмир Выцпалек родился 15 мая 1921 года в Праге, где он, чуть подросший, ежедневно играл на «Стромовке», любительском футбольном поле, находящемся во внутреннем дворе дома. Его отец, Пржемысл, страстный болельщик клуба «Славия», видя любовь сына к мячу, каждое воскресенье отводил Честмира на домашний стадион «Славии» «Спартан», чтобы тот проникался футболом и любовью к родной для отца команде. Из-за сына в семье Выцпалеков часто были ссоры, отец видел его только футболистом, он говорил: «ты посвятишь себя мячу», но мать Честмира не разделяла любовь Пржемка к футболу, она хотела дать сыну образование, а потому заставляла того получать образование в Коммерческой Академии Праги, говоря, что не позволит сыну играть, пока тот не закончить учиться.
В возрасте 17-ти лет, получив диплом академии, Честмир Выцпалек идёт на просмотр к руководителям «Славии», моторный и быстрый светловолосый юноша сразу приглянулся тренерскому штабу команды, но начало его карьеры было омрачено Второй мировой войной, когда Чехословакия была разделена, а футбол пребывал в забвении. Сам же Честмир был схвачен фашистами и помещён в лагерь Дахау, он вспоминал:
Только тот, кто там был, может узнать, как там было трудно и как чудесно было выйти оттуда. Там Гитлер запирал врагов его государства: евреев, антинацистов, граждан государств, захваченных сключенным крестом. И я — житель чехословацкой Праги, был, таким образом, врагом. Я пережил 8 месяцев невероятных мучений, огромной нужды: кожура картошки, выдаваемая каждые два дня, казалась мне невероятным сокровищем. Только тот, кто прошёл через такое испытание, может понять, насколько ценна его жизнь, и больше его ничего не удивит.
В 1945 году Выцпалек возвращается в Прагу и в родную «Славию», там он демонстрирует такой уровень игры, что тренерский штаб сборной Чехословакии берёт футболиста на матч с командой Югославии, в котором Честмир забивает гол, а игра заканчивается со счётом 1:1. Вообще, в те годы Выцпалек выделялся умением играть в самой штрафной и около штрафной, у него был сильный и поставленный удар, ко всему этому Выцпалек хорошо видел поле, что способствовало умению игрока делать хитрые передачи.
В 1946 году секретарь итальянского клуба «Ювентус» по фамилии Артино, бывший в гостях у своего друга, экспортёра пьетмонских вин в Праге, господина Флоресто, посетил один из матчей «Славии», там он обратил внимание на двух игроков клуба Юлиуса Коростелева и Честмира Выцпалека. Он приглашает игроков в Италию, обещая большие зарплаты и богатую и сытную жизнь. По возвращении в Прагу, Выцпалек, посоветовавшись со своей девушкой Ханой, отправляется в Италию, но прежде этого сочетается с ней законными узами брака. Так Честимр Выцпалек, вместе с Коростелевым, стали первыми послевоенными иностранцами в команде (по довоенным правилам в итальянских клубах могли играть только итальянцы). Он дебютирует в рядах «Юве» 6 октября 1946 года в игре с другим великим итальянским клубом, «Миланом», который вёл в счёте сначала 2:0, затем 3:1, но матч закончился вничью 3:3, а Выцпалек дважды ассистировал своим партнёрам. Этот сезон стал первым и последним, проведённым в футболке «Ювентуса», за 27 матчей он забил 5 мячей, но клуб занял лишь 3-е место, будучи опережённым «Интером» и вечным соперником бьянконери, «Торино», которая в тот сезон стала чемпионом.
По окончании сезона Выцпалек покинул ряды «Юве» и перешёл в клуб серии B «Палермо», чему способствовали дружеские отношения Аньели, президента «Старой Синьоры», и президента палермианской команды Ланца. В первый же сезон Выцпалек стал незаменимым игроком Палермо, и помог клубу выйти в серию А. Любопытно, что за 5 сезонов игры Выцпалека за «Палермо» клуб всё время находился в середине турнирной таблицы, но стоило только чехословаку уйти из команды после окончания сезона 1951—1952, то уже в следующем сезоне клуб занял 17-е место и вылетел в серию B. Всего за «Палермо» Выцпалек провёл 143 матча и забил 23 мяча, правда, Палермо не блистал, высшим достижением палермианцев было завоевание 10 места в сезоне 1950—1951.
Уйдя из «Палермо» Выцпалек перешёл в клуб «Парма», игравшего в низших лигах, во время игры Честмира в клубе, «Парма» так и не поднялась выше серии B. В «Парме» Выцпалек завершил свою карьеру, в возрасте 37-ми лет, игроком основы клуба-аутсайдера серии B.
Закончив карьеру игрока, Выцпалек стал на тренерскую стезю. Первым его клубом стал «Палермо», в предыдущий сезон вылетевший в серию B, чехословак пого клубу занять второе место во втором итальянском дивизионе и выйти в серию А, но в высшем итальянском свете «Палермо» занял лишь 16-е место и вновь вылетел в серию B, это поспособствовало увольнению Выцпалека из клуба. Следующей командой Выцпалека стал клуб серии С Сиракуза, с которым тот занял лишь 3 место св третьей группе, которое, конечно не позволило клубу выйти в серию B, Выцпалек снова был вынужден покинуть свой пост.
В 1962 году Выцпалек возглавил клуб «Нуова Вальданьо», выступающего в серии С. Выцпалеку была поставлена четкая задача — выйти в серию B, но чехословак не справился с задачей и был уволен. После «Вальданьо» Выцпалек работал с молодёжью «Палермо» и полулюбительским клубом «Юве Багерия». В 1970 году Выцпалек возглавил клуб серии D «Мацару», но недолго проработал с командой.
В 1970 году Выцпалек возглавил молодёжным состав «Ювентуса», но уже в этом же сезоне возглавил главную команду клуба, взамен Армандо Пикки, серьёзно заболевшего. Это был высший пик тренерских достижений Выцпалека. В сезоне 1970/71 «Юве» 4-й, но уже в следующем сезоне команда становится первой, опередив два своих злейших «врага» — «Милан» и «Торино» и финалист Кубка УЕФА, через год «Старая Синьора» вновь лучшая команда в Италии, а также финалист кубка Италии и Кубка Кубков, но в сезоне 1973/74 «Ювентус», приучивший своих руководителей и фанатов к победам становится лишь 2-м, его опережает «Лацио» и проигрывает в первом круге Кубка чемпионов германскому «Динамо», после этого Выцпалек уходит со своего поста.
Уйдя из «Юве» чехословак решает не продолжать свою карьеру, а поселяется в своём доме в Палермо. Утром 5 мая 2002 года Выцпалек умер, в тот же день «Ювентус» стал чемпионом Италии сезона 2001—2002.

## Достижения

### Как игрок
- Чемпион Протектората Богемии и Моравии: 1940, 1941, 1942, 1943

### Как тренер
- Чемпион Италии: 1972, 1973